# Hejdarabad (Mijandoab)
Hejdarabad – wieś w Iranie, w ostanie Azerbejdżan Zachodni, w szahrestanie Mijandoab. W 2006 roku liczyła 1532 mieszkańców.